# Jude Milhon
Jude Milhon, de son nom de naissance Judith Milhon, née le 12 mars 1939 à Washington (district de Columbia) et morte le 19 juillet 2003 en Californie, est une hackeuse et auteure américaine, aussi connue sous le pseudonyme de St. Jude.

## Biographie
Née à Washington et élevée dans l'Indiana, Jude Milhon participe au mouvement des droits civiques dans l’Ohio dans les années 1960, notamment pour l’organisation de la marche de Selma à Montgomery, en Alabama. Au cours des manifestations, elle est emprisonnée pour « désobéissance civile » à Jackson, dans le Mississippi.
Elle apprend ensuite en 1967 la programmation en Fortran en autodidacte, et décroche son premier emploi chez la firme Horn et Hardart, à New York, spécialisée dans les distributeurs alimentaires. Elle déménage ensuite en Californie, portée par le mouvement hippie, et commence à y encourager les femmes à rejoindre la culture cyber émergente. Elle participe à la création à Berkeley du projet Community Memory,, un réseau informatique accessible au public, ancêtre des BBS,. Elle y rencontre Efrem Lipkin, qui sera son compagnon pendant 40 ans,,.
À partir de 1988, elle co-dirige avec R. U. Sirius le magazine Mondo 2000,, édité à San Francisco, précurseur de la cyberculture, et d’autres journaux et publications comme Wired ou Red Herring. Elle prend à ce moment le pseudonyme de St. Jude, patron des causes perdues. C’est à cette époque qu’elle écrit avec R. U. Sirius How to Mutate & Take Over the World, publié en 1997, et dans lequel elle donne son nom à la mouvance cypherpunk.
St. Jude milite pour la place des femmes dans le numérique, considérant que leur émancipation passe plus par les nouvelles technologies que par une lutte politique. Son militantisme se limite à une approche individuelle et ne remet pas en compte les dynamiques d'exclusion du milieu informatique. 
La fin de la décennie la voit s’installer à Oakland en tant que développeuse de sites Internet, et consultante pour start-ups.
Elle meurt en 2003 d’un cancer, à l’âge de 64 ans.

## Œuvres
- avec R. U. Sirius, How to Mutate & Take Over the World : an Exploded Post-Novel, Random House, 1997 (ISBN 0-517-19832-0)
- avec R. U. Sirius et Bart Nagel, Cyberpunk Handbook : The Real Cyberpunk Fakebook, Random House, 1995 (ISBN 0-679-76230-2)